# Unione Sportiva Avellino 2002-2003
Questa pagina raccoglie i dati riguardanti l'Unione Sportiva Avellino nelle competizioni ufficiali della stagione 2002-2003.

## Stagione
Nella stagione 2002-2003 l'Avellino disputa il girone B del campionato di Serie C/1, dopo una lunga cavalcata in testa alla classifica gli irpini vincono il campionato con 69 punti, ritornando in serie B dopo 7 sofferte stagioni. Allenato da Salvatore Vullo l'Avellino parte col piede giusto, è secondo con 33 punti al giro di boa alle spalle del Pescara, che è primo con 34 punti, poi nel girone di ritorno i biancoverdi fanno meglio di tutti, con un bottino di 36 punti, rispetto ai 32 punti degli abruzzesi, e volano in Serie B. La promozione l'Avellino l'ha costruita sul proprio terreno dove ha vinto quindici delle diciassette gare giocate. Nella Coppa Italia di Serie C l'Avellino disputa il girone P di qualificazione, che ha promosso ai sedicesimi di finale Nocerina e Palmi, gli irpini colgono una sola vittoria a Catanzaro, ma a tavolino (0-2), avendo pareggiato (1-1) sul campo, sempre a tavolino ne hanno perse due di gare, per l'uso sbagliato degli Under-20 nel corso delle partite di Coppa Italia. Al termine della stagione gli irpini disputano la Supercoppa di Serie C1 con il Treviso che ha vinto il girone A, dopo aver sbancato (0-2) Treviso, l'Avellino si fa sorprendere al Partenio (0-2), poi dopo i tempi supplementari i veneti si impongono ai rigori (8-9) e alzano al cielo il Trofeo, un solo errore, peraltro calciato dal del portiere degli irpini diventa fatale.

## Risultati

### Campionato

#### Girone di andata
| Arbitro: | Rocchi (Firenze) |

|                    |           |  |
| Pellicori 70’, 80’ | Marcatori |  |

| Arbitro: | Capozzi (Vicenza) |

|                 |           |                 |
| Favo 22’ (rig.) | Marcatori | 90+6’ Pellicori |

| Arbitro: | Stefanini (Prato) |

|                        |           |                |
| Molino 25’ (rig.), 67’ | Marcatori | 10’ F. Amoruso |

| Arbitro: | Herberg (Messina) |

|                       |           |                        |
| Biancolino 27’ (rig.) | Marcatori | 41’ (rig.), 89’ Molino |

| Arbitro: | Ciampi (Roma) |

|                                 |           |  |
| Mastronunzio 73’ Bonfanti 90+4’ | Marcatori |  |

| Arbitro: | Zambon (Padova) |

|                                              |           |  |
| Pellicori 21’, 51’ Molino 28’, 49’ Morfù 83’ | Marcatori |  |

| Arbitro: | Giannoccaro (Lecce) |

|                |           |                                                |
| M. Cassano 45’ | Marcatori | 17’ Molino 30’ Pellicori 57’ Vastola 73’ Marra |

| Arbitro: | Squillace (Catanzaro) |

|                                  |           |  |
| Vastola 14’ Molino 49’ Morfù 84’ | Marcatori |  |

| Arbitro: | Cenni (Imola) |

|  |           |                   |
|  | Marcatori | 12’ (rig.) Molino |

| Arbitro: | Tonolini (Milano) |

|             |           |  |
| Ignoffo 30’ | Marcatori |  |

| Arbitro: | Liberti (Genova) |

|            |           |  |
| Molino 71’ | Marcatori |  |

| Arbitro: | Mariuzzo (Venezia) |

|             |           |               |
| Corradi 40’ | Marcatori | 85’ Pellicori |

| Arbitro: | Tagliavento (Terni) |

|             |           |                        |
| Ignoffo 10’ | Marcatori | 46’ Molinari 55’ Motta |

| Arbitro: | Giannoccaro (Lecce) |

|              |           |  |
| Nocerino 28’ | Marcatori |  |

| Arbitro: | Carlucci (Molfetta) |

|                          |           |  |
| Marra 13’, 16’ Morfù 82’ | Marcatori |  |

| Arbitro: | Zambon (Padova) |

|                |           |  |
| De Liguori 72’ | Marcatori |  |

| Arbitro: | Romeo (Verona) |

|                 |           |                           |
| Molino 35’, 59’ | Marcatori | 24’ Galardo 44’ Artistico |

#### Girone di ritorno
| Arbitro: | M. Mazzoleni (Bergamo) |

|             |           |  |
| Maretti 70’ | Marcatori |  |

| Arbitro: | Rocchi (Firenze) |

|                     |           |  |
| Sammarco 65’ (aut.) | Marcatori |  |

| Sassari 19 gennaio 2003 20ª giornata | Torres         | 0 – 0 | Avellino | Stadio Vanni Sanna\| Arbitro: \| Marelli (Como) \| |
| Arbitro:                             | Marelli (Como) |       |          |                                                    |

| Arbitro: | Liberti (Genova) |

|          |           |  |
| Morfù 8’ | Marcatori |  |

| Arbitro: | Mariuzzo (Venezia) |

|                           |           |                |
| Molino 48’ Biancolino 80’ | Marcatori | 89’ Ceccobelli |

| Arbitro: | Banti (Livorno) |

|           |           |  |
| Manca 46’ | Marcatori |  |

| Arbitro: | Pantana (Macerata) |

|                |           |  |
| Biancolino 86’ | Marcatori |  |

| Arbitro: | Sacco (Civitavecchia) |

|  |           |                                         |
|  | Marcatori | 5’ Biancolino 61’ Molino 83’ Capparella |

| Arbitro: | Orsato (Schio) |

|                 |           |  |
| M. Vianello 64’ | Marcatori |  |

| Arbitro: | Mariuzzo (Venezia) |

|                  |           |           |
| Mitri 12’ (rig.) | Marcatori | 6’ Molino |

| Arbitro: | M. Mazzoleni (Bergamo) |

|               |           |                            |
| Giampaolo 86’ | Marcatori | 5’ Molino 45+1’ Biancolino |

| Arbitro: | Romeo (Verona) |

|           |           |  |
| Voria 51’ | Marcatori |  |

| Arbitro: | Rocchi (Firenze) |

|                         |           |                  |
| Pepe 46’, 89’ Motta 60’ | Marcatori | 90+4’ Capparella |

| Arbitro: | M. Mazzoleni (Bergamo) |

|                                |           |              |
| Biancolino 13’, 37’ Molino 44’ | Marcatori | 47’ Di Nardo |

| Arbitro: | Romeo (Verona) |

|                          |           |                               |
| Aurino 50’ Vidallé 90+1’ | Marcatori | 11’ Capparella 69’ Biancolino |

| Arbitro: | Zambon (Padova) |

|                           |           |                |
| Molino 50’ Capparella 79’ | Marcatori | 86’ Passiatore |

| Arbitro: | Carlucci (Molfetta) |

|  |           |          |
|  | Marcatori | 4’ Marra |

### Coppa Italia di Serie C

#### Girone P
| Arbitro: | Herberg (Messina) |

|             |           |                   |
| Machado 73’ | Marcatori | 45’ (aut.) Milone |

| 21 agosto 2002 2ª giornata |  | – Turno di riposo Avellino |  |  |

| Arbitro: | Latella (Potenza) |

|  |           |              |
|  | Marcatori | 40’ Verolino |

| Arbitro: | Ciampi (Roma) |

|                    |           |               |
| Dell'Orzo 12’, 47’ | Marcatori | 17’ Pignalosa |

| Avellino 4 settembre 2002 5ª giornata | Avellino          | 0 – 2 | Nocerina | Stadio Partenio\| Arbitro: \| Damato (Barletta) \| |
| Arbitro:                              | Damato (Barletta) |       |          |                                                    |

### Supercoppa di Serie C1

#### Finali
| Arbitro: | Stefanini (Prato) |

|  |           |                                      |
|  | Marcatori | 11’ M. Vianello 80’ (rig.) Pignalosa |

| Arbitro: | Pantana (Macerata) |

|                                                                      |                      |                                                                        |
|                                                                      | Marcatori            | 41’ Lorenzini 72’ Chianese                                             |
| Biancolino Morfu Molino Marra Ignoffo Cinelli Voria De Simone Cecere | Tiri di rigore 8 – 9 | Gallo Chiappara Bianco Galeoto Foggia Pianu Dunderski Lanzara Chianese |